# 리바팡역
리바팡역(중국어: 篱笆房站)은 중화인민공화국 베이징시 팡산구 창양진 창위 북대가·징량로 교차로의 창위 북교 남측에 위치한 베이징 지하철 팡산선의 지하철역으로, 2010년 12월 30일에 팡산선 개통과 함께 개장하였다.

## 위치 및 구조
이 역은 창양진, 징량로 남측 창위 북대가 상부에 위치한다.

## 역 구조

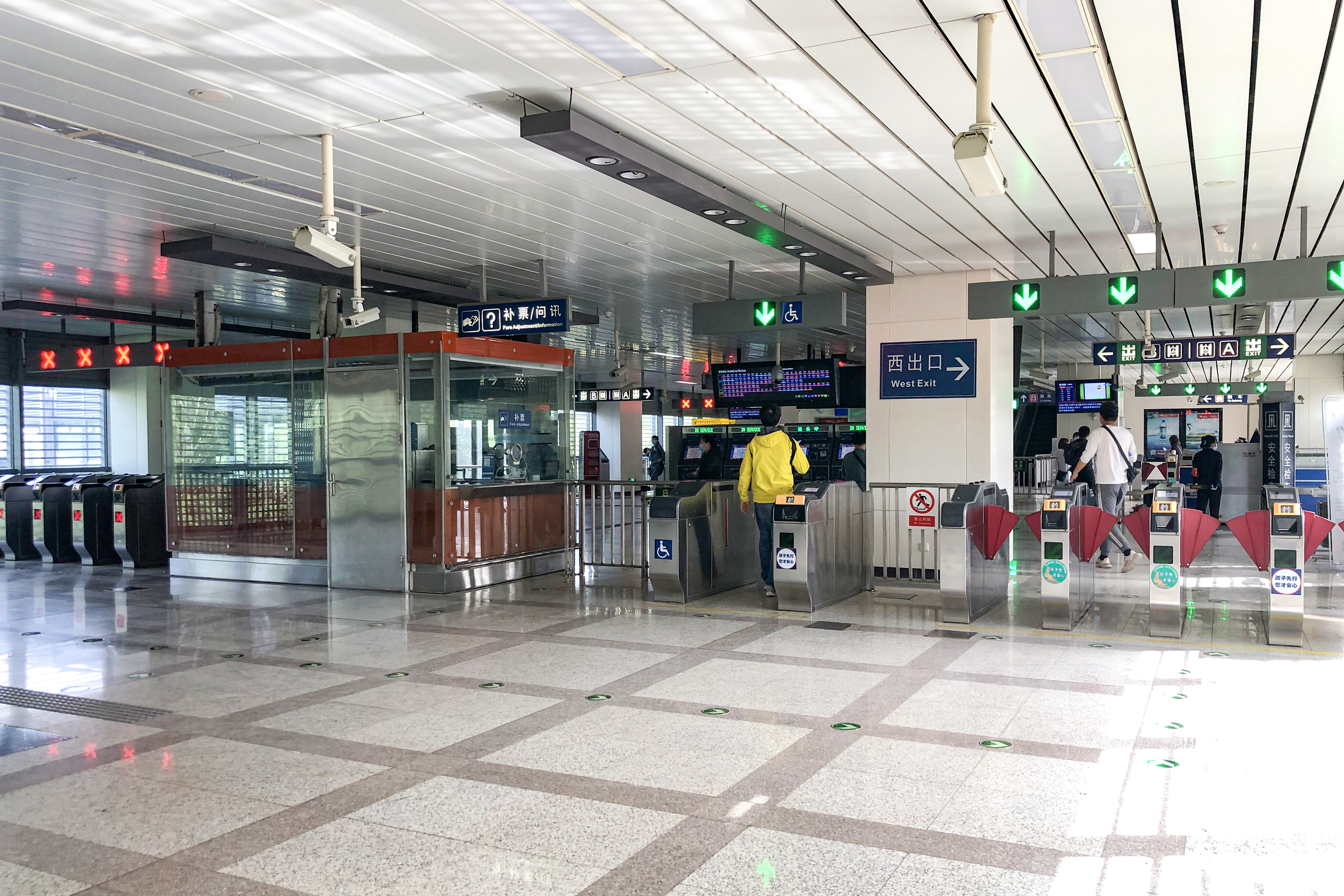
대합실 (2021년 5월 촬영)

이 역은 섬식 승강장 설계를 갖춘 고가역이다. 출입구는 A1, A2(서), B1, B2(동)의 4개이다.

### 층별 구조
| 3층 승강장    | ←                                 | ■ 팡산선 일반 구간 열차 둥관터우난 방면 / 직통 열차 국가도서관 방면 (■ 9호선) (창양) |
| 3층 승강장    | 섬식 승강장, 오른쪽 출입문이 열림 |                                                                                      |
| 3층 승강장    | →                                 | ■ 팡산선 옌춘 동 방면 (광양청)                                                       |
| 2층 대합실 층 | 대합실                            | 고객센터, 자동 발매기, 출입 게이트                                                   |
| 지면층        | 출입구                            | A－B출입구                                                                           |

승강장 양쪽 끝에 있는 "세월유흔《岁月留痕》"과 "지질원원《地质原源》"을 주제로 한 예술 벽은 팡산 자체 돌로 만들어져 돌의 자연스러운 질감을 활용하여 팡산 세계 지질 공원의 장엄한 풍경을 보여주고, 그 중 "세월유흔《岁月留痕》" 에 소개된 내용은 팡산 세계 지질 공원에 대한 것이다.
| “ | 베이징 팡산 세계 지질 공원은 베이징에서 남서쪽으로 약 40km 떨어져 있으며 총 면적은 약 953.95㎢ 입니다. 이것은 시생누대 - 원생누대 - 고생대 - 중생대 - 신생대까지 다양한 지질 시대의 격동적인 변화를 기록하면서 수십억 년 동안 중국 북부 지역의 지구의 진화와 발전의 역사를 보여줍니다. 국가 수도 내에 위치한 세계 유일의 세계지질공원입니다. | ” |

- 승강장 테마 예술 벽화 "세월유흔《岁月留痕》"
- 승강장 테마 예술 벽화 "지질원원《地质原源》"

## 출입구
|                         |                              | |      |             |
| 출구                    | 지시                         | 출구 인근                                                                                               | 사진 | 무장애 시설 |
| 出口 · A · 1            | 창위 북대가(长于北大街) 남측 | 리바팡 허브역(篱笆房枢纽站), 장싱로(长兴路), 서우창바레이위위에 군(首创芭蕾雨悦郡), 창양 공원(长阳公园) |      |             |
| 出口 · A · 2            | 창위 북대가(长于北大街) 서측 | 징량로(京良路) 남측, 서우창아오테라이시(首创奥特莱斯)                                                   |      | 빈칸        |
| 出口 · B · 1            | 창위 북대가(长于北大街) 동측 | 징량로(京良路) 남측, P + R 정차장                                                                       |      |             |
| 出口 · B · 2            | 창위 북대가(长于北大街) 동측 | P+R停车场                                                                                               |      | 빈칸        |
| 아이콘 설명: 엘리베이터 |                              | |      |             |